# التوصيف العميق
ينجم التوصيف العميق في مجالات العلوم الاجتماعية لعلم الإنسان، وعلم الاجتماع، والتاريخ، ودراسات العقائد الدينية، والتصميم المتمحور حول الإنسان، والتنمية التنظيمية، عن مشاهدة علمية لأي سلوك بشري محدد لا تصف السلوك فحسب، بل سياقه كذلك، وهكذا يمكن لشخص خارج السياق فهم السلوك بشكل أفضل. يضيف التوصيف العميق عادةً سجلًا للتفسيرات والمعاني الشخصية التي يقدمها الأشخاص المشاركون في السلوكيات، ما يجعل البيانات التي جُمِعت ذات قيمة أكبر للدراسات التي يجريها علماء الاجتماع الآخرون.
قدَّم المصطلح الفيلسوف من القرن العشرين غلبرت رايل. ثم طور عالِم الإنسان كليفورد جيرتز المفهوم لاحقًا في كتابه «تفسير الثقافات» (1973) لتوصيف طريقة عمله الخاصة في وصف الأعراق البشرية. منذ ذلك الحين، اكتسب المصطلح والمنهجية التي يمثلها رواجًا في العلوم الاجتماعية وخارجها. في الوقت الحالي، يُستخدم التوصيف العميق في مختلف المجالات، بما في ذلك نوع النقد الأدبي المعروف باسم التاريخانية الجديدة. 

## نظرة عامة
قدَّم الفيلسوف البريطاني غلبرت رايل مصطلح التوصيف العميق لأول مرة عام 1949 في كتابه «التفكير في الأفكار: ما الذي يفعله «المفكر»؟» وكتابه «التفكير والتفكّر». في الأصل، قدم رايل نوعين من التوصيفات: سطحي وعميق. شمل التوصيف السطحي مشاهدات المستوى السطحي للسلوك بينما أضاف التوصيف العميق السياق. تطلب شرح هذا السياق الإحاطة بدوافع سلوكيات الأفراد وأيضًا كيفية فهم المراقبين الآخرين في المجتمع لها. ظهرت هذه الطريقة في وقت كانت فيه المدرسة الإثنوغرافية تدفع باتجاه اتباع نهج إثنوغرافي يولي اهتمامًا خاصًا لأحداث الحياة اليومية. إذ اعتقدت مدرسة وصف الأعراق البشرية أن الأحداث التي تبدو عشوائية يمكنها نقل معلومات مهمة للفهم قد لا تنتبه إليها النظرة الأولى. وبالمثل طرح برونيسلاف مالينوفسكي مفهوم «وجهة النظر الأصلية» في كتابه من عام 1922، مغامري غرب المحيط الهادي. شعر مالينوفسكي أنه ينبغي على عالم الإنسان محاولة فهم وجهات نظر موضوعات الإثنوغرافية عن عالمهم.
متبعًا أعمال رايل، أعاد عالم الإنسان الأمريكي كليفورد جيرتز نشر المفهوم. كونه معروفًا بمنهجياته الأنثروبولوجية الرمزية والتفسيرية، كانت منهجيات جيرتز استجابةً لنقده للمنهجيات الأنثروبولوجية الموجودة التي بحثت عن الحقائق والنظريات العالمية. كان معارضًا للنظريات الشاملة للسلوك البشري؛ بدلاً عن ذلك، دعا إلى منهجيات تسلط الضوء على الثقافة من منظور كيف نظر الناس إلى الحياة وكيف خبروها. تؤلف مقالته لعام 1973، «التوصيف العميق: نحو نظرية تفسيرية للثقافة»، نهجه هذا.
شدد التوصيف العميق على اتباع نهج أكثر تحليلية، بينما كانت المشاهدة وحدها هي النهج الأساسي سابقًا. بالنسبة لجيرتز، فصل التحليل المشاهدة عن المنهجيات التفسيرية. إذ يهدف التحليل إلى انتقاء البنى الأساسية والرموز الثابتة. فيبدأ هذا التحليل بتمييز جميع الأفراد الحاضرين والتوصل إلى توليفة تكاملية تفسر الأفعال التي قاموا بها.
سُميت قدرة التوصيفات العميقة على إظهار مجمل الموقف للمساعدة في الفهم الشامل للنتائج بمزج العوامل التوصيفية. كما يشير لينكولن وغوبا (1985)، لا تكون النتائج نتيجة التوصيف العميق؛ بل تنتج عن تحليل المواد، أو المفاهيم، أو الأشخاص «الموصوفين بشكل عميق».